# Sielsowiet Wielkie Łuki
Sielsowiet Wielkie Łuki (biał. Велікалуцкі сельсавет, ros. Великолукский сельсовет) – sielsowiet na Białorusi, w obwodzie brzeskim, w rejonie baranowickim, z siedzibą w Wielkich Łukach. Od północy graniczy z Baranowiczami.

## Miejscowości
- agromiasteczko:
  - Rusiny
- wsie:
  - Grabowiec
  - Janowo
  - Kapani
  - Krzyżyki
  - Małe Łuki
  - Nowe Łuki
  - Wielkie Łuki
- osiedle:
  - Kabuszkina